# Frevo

Frevo är en musikstil och dans typisk för delstaten Pernambuco i nordöstra i Brasilien. Det  är en blandning från bland annat capoeira och xaxado. 
Frevo ingick på Unescos lista över immateriella kulturarv. 
Frevo finns med ett brett spektrum av musikaliska stilar som härrör från Recife, Pernambuco, som alla är traditionellt förknippas med brasilianska karnevalen. Ordet frevo sägs komma från frever, en variant av det portugisiska ordet ferver (att koka). Det sägs att ljudet av frevo gör lyssnare och dansarna känns som om de kokar på marken. Ordet frevo används för både frevo musiken och frevo dans.